# Air Comet
Air Comet (precedentemente Air Plus Comet) era una compagnia aerea con sede a Madrid, in Spagna. Operava servizi di linea a lungo raggio dalla capitale verso 13 destinazioni nell'America centrale e meridionale, nonché rotte in Europa. La sua base principale era il Terminal 1 dell'Aeroporto di Madrid-Barajas. Essa collaborava con altre compagnie aeree come AeroSur attraverso accordi di codeshare.

## Storia

### Air Plus Comet

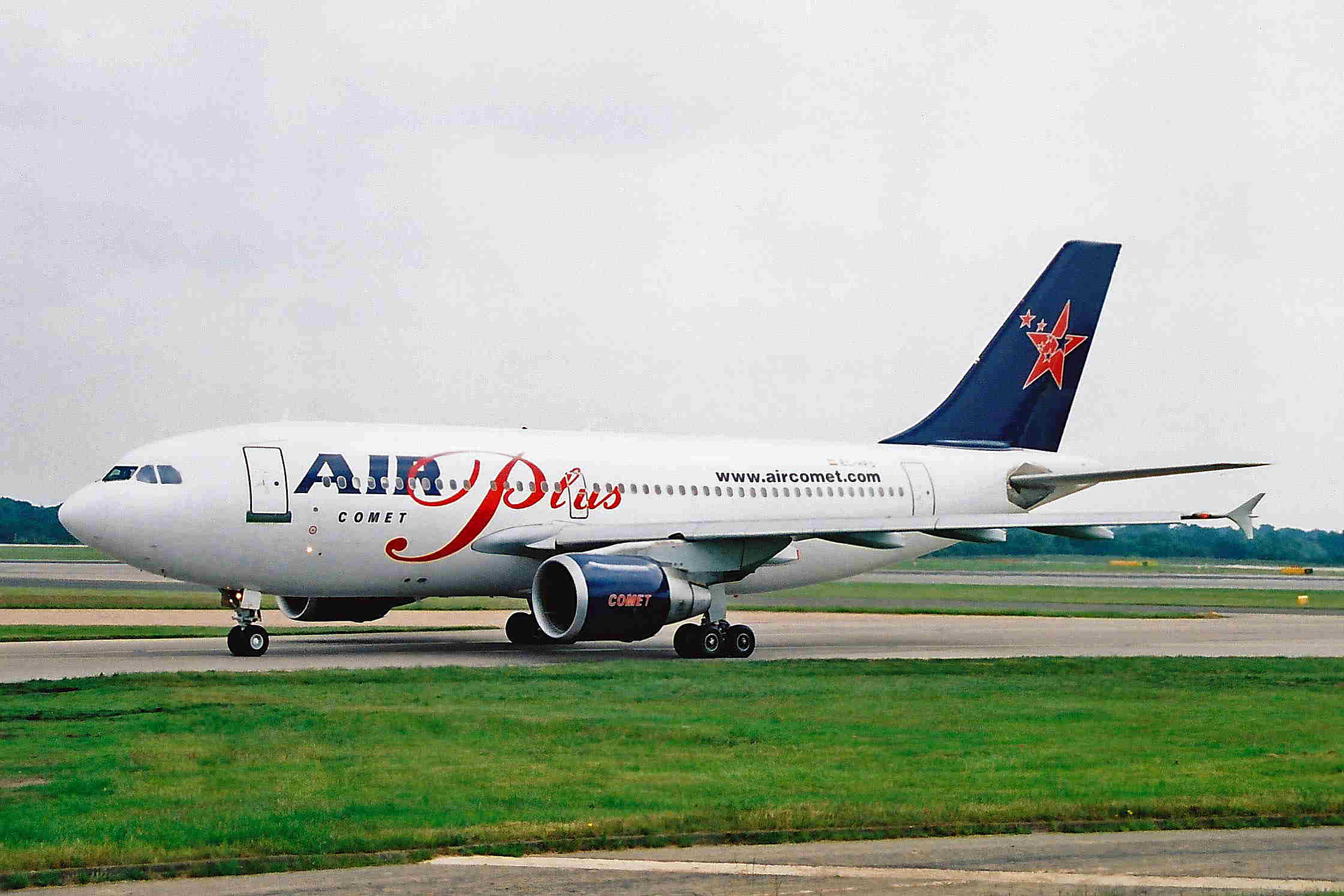
Airbus A310 di Air Plus Comet.

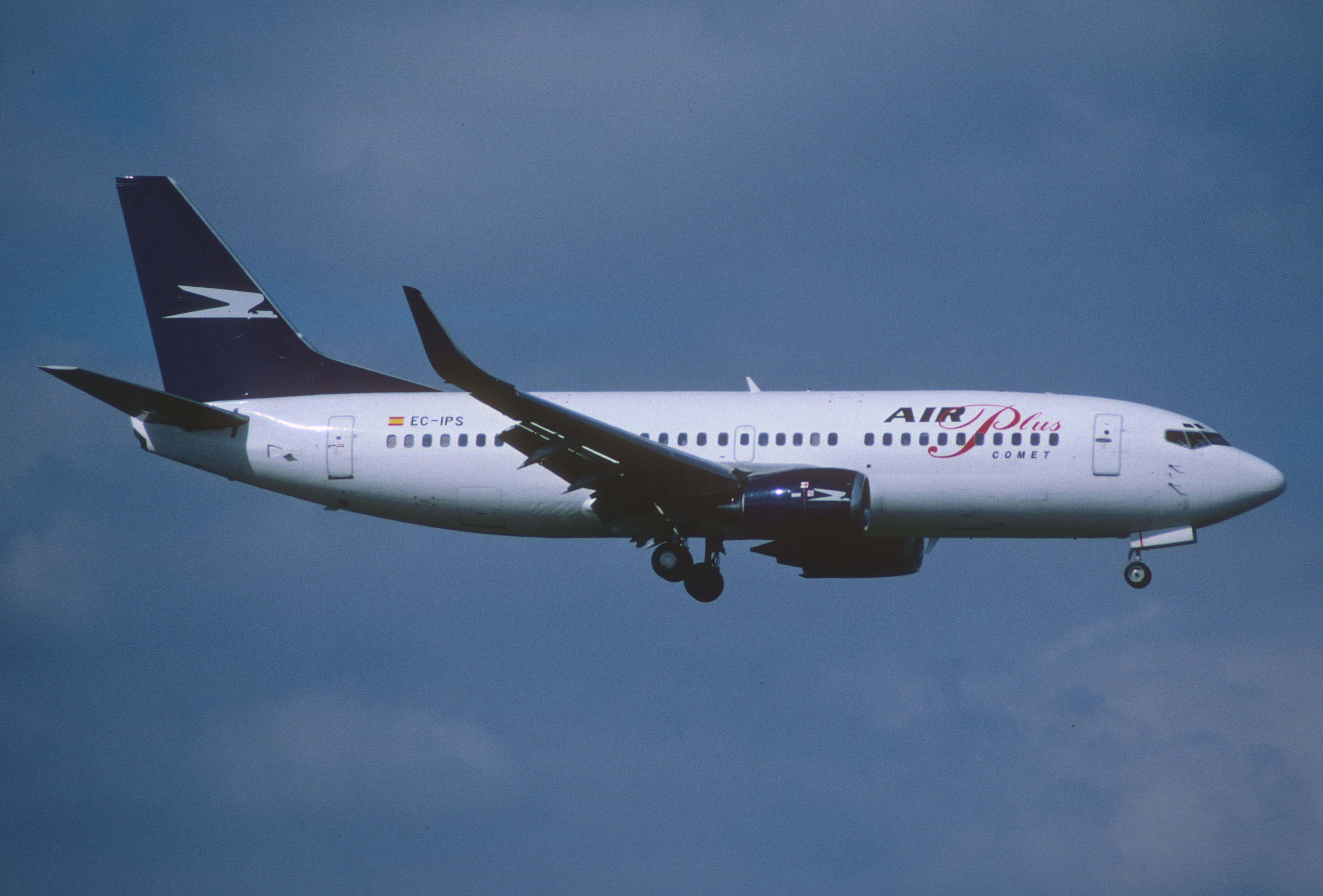
Boeing 737 di Air Plus Comet.

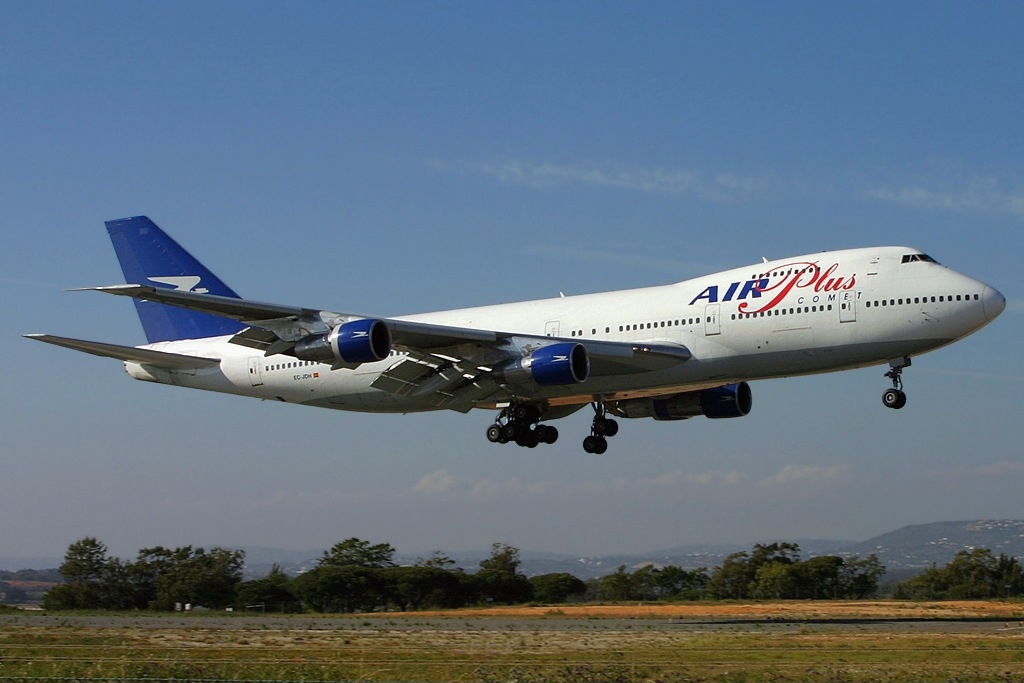
Boeing 747-287B di Air Plus Comet.

La compagnia aerea venne fondata il 23 dicembre 1996 come Air Plus Comet e le operazioni partirono il 1º marzo 1997, con base all'aeroporto di Madrid-Barajas. L'11 dicembre 1996 la compagnia aerea Oasis chiuse i battenti e il loro unico aereo, un Airbus A310, e molti dei loro piloti, personale di terra e d'ufficio, ecc. diventarono la base dell'Air Plus Comet. Nella fretta successiva all'acquisizione la nuova compagnia aerea non aveva un nome commerciale e il suo codice ICAO era MPD, che stava per i cognomi dei suoi tre dirigenti principali (Mata, Pascual e Díaz). Nel 2004 fondò in Cile una succursale, l'Air Comet Chile, che però chiuse i battenti quattro anni dopo.
Operava principalmente servizi charter a lungo raggio da Madrid e Palma di Maiorca verso varie destinazioni in America e nei Caraibi. Fu rilanciata come vettore a servizio completo con il nome Air Comet nel gennaio 2007. Era interamente di proprietà del Grupo Marsans.

### Air Comet
Nel gennaio 2007 Air Plus Comet rilevò alcune delle rotte latinoamericane dell'Air Madrid, chiusa appena pochi mesi prima. La compagnia aerea fu ribattezzata "Air Comet" e cambiò la propria livrea.
L'11 febbraio 2009 Air Comet venne sospesa dalla IATA Clearing House a causa del mancato pagamento del saldo di gennaio. Il 21 dicembre 2009 la Corte Suprema di Londra emise un verdetto a favore della banca tedesca HSH Nordbank, che aveva citato in giudizio Air Comet per non aver rispettato i termini di pagamento per il noleggio di un loro aereo. Pertanto, la compagnia aerea divenne legalmente incapace di utilizzare i suoi quattro A330-200 o di vendere biglietti a tariffa. I direttori di Air Comet comunicarono che la compagnia stava cessando le operazioni causa fallimento.

## Destinazioni

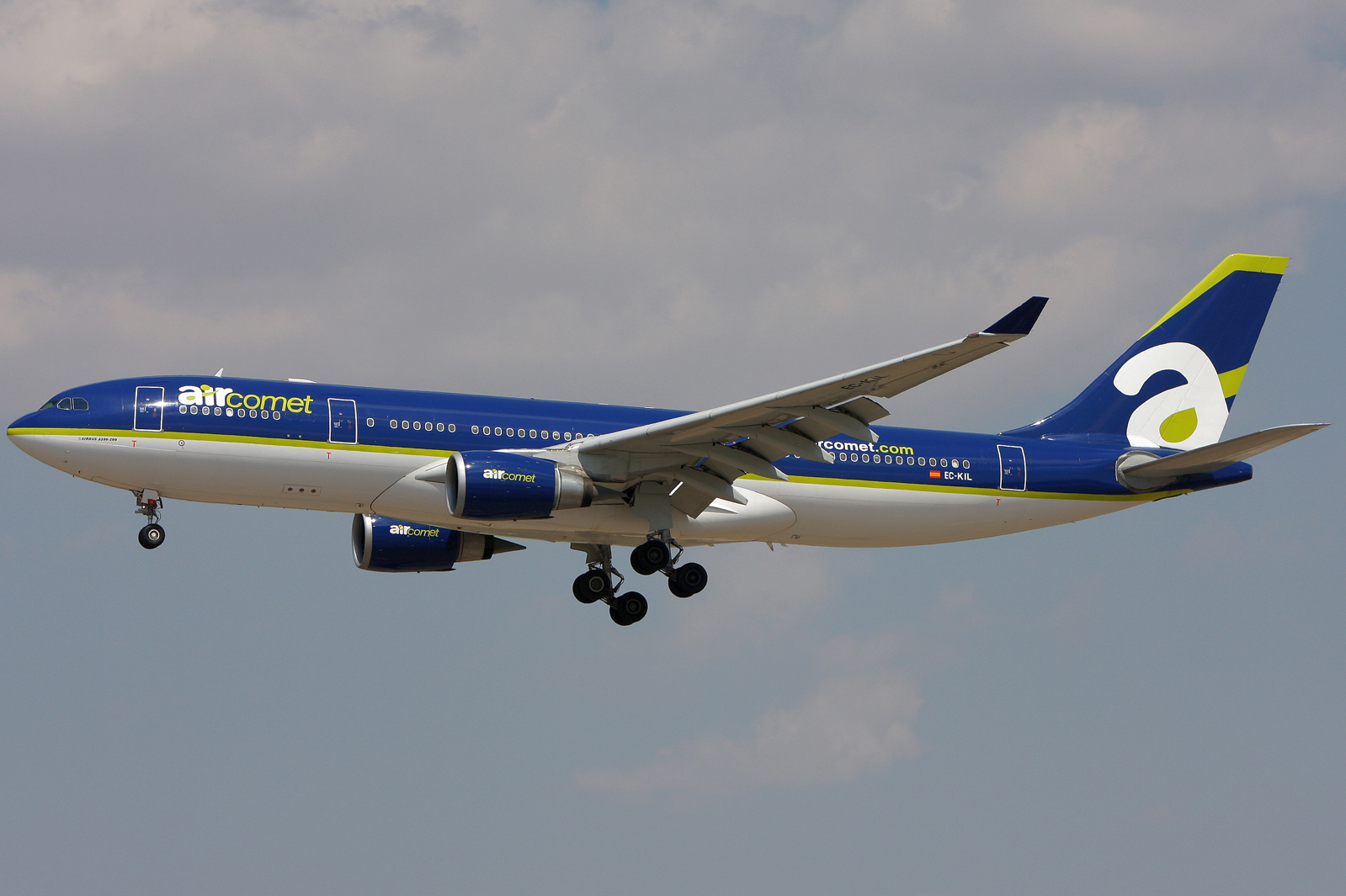
Un Airbus A330-200 di Air Comet dopo il cambio di ragione sociale.

Air Comet volava verso le seguenti destinazioni:
- Cuba
  - L'Avana - Aeroporto Internazionale José Martí
- Argentina
  - Buenos Aires - Aeroporto internazionale "Ministro Pistarini"
- Bolivia
  - Santa Cruz de la Sierra - Aeroporto Internazionale Viru Viru
- Colombia
  - Bogotà - Aeroporto Internazionale El Dorado
  - Medellín - Aeroporto Internazionale José María Córdova
- Ecuador
  - Guayaquil - Aeroporto Internazionale José Joaquín de Olmedo
  - Quito - Aeroporto Internazionale Mariscal Sucre
- Perù
  - Lima - Aeroporto Internazionale Jorge Chávez

## Flotta
Al termine delle operazioni (il 21 dicembre 2009) la flotta di Air Comet era composta dai seguenti aeromobili:
- 3 Airbus A320-200
- 4 Airbus A330-200 (uno trasferito a Batavia Air)
- 2 Airbus A340-300